# Tetraphalerus verrucosus
Tetraphalerus verrucosus is een keversoort uit de familie Ommatidae. De wetenschappelijke naam van de soort is voor het eerst geldig gepubliceerd in 1966 door Ponomarenko.